# Gnathopogon tsinanensis
Gnathopogon tsinanensis är en fiskart som först beskrevs av Tamezo Mori botanist 1928.  Gnathopogon tsinanensis ingår i släktet Gnathopogon och familjen karpfiskar. IUCN kategoriserar arten globalt som otillräckligt studerad. Inga underarter finns listade i Catalogue of Life.